# Tiêu Lĩnh
Tiêu Lĩnh (chữ Hán giản thể: 蕉岭县, âm Hán Việt: Tiêu Lĩnh huyện) là một huyện thuộc địa cấp thị Mai Châu, tỉnh Quảng Đông, Cộng hòa Nhân dân Trung Hoa. Tiêu Lĩnh giáp huyện Mai, Bình Viễn và Vũ Bình của tỉnh Phúc Kiến. Huyện này có diện tích 957 km², dân số năm 2002 là 220.000 người. Huyện lỵ đóng ở trấn Tiêu Thành. Mã số bưu chính của Tiêu Lĩnh là 514100. Đến thời điểm ngày 8 tháng 5 năm 2005, Tiêu Lĩnh được chia thành các đơn vị hành chính gồm 8 trấn: Tiêu Thành, Quảng Phúc, Văn Phúc, Tân Phố, Tam 圳, Nam 礤, Lan Phường, Trường Đàm.